# Cidade de Nixon
Cidade de Nixon (em inglês: Nixon Township) é um  município do condado de DeWitt em Illinois, Estados Unidos.